# Šmartno v Tuhinju
Šmartno v Tuhinju este o localitate din comuna Kamnik, Slovenia, cu o populație de 202 locuitori.